# 大磯運動公園
大磯運動公園 (おおいそうんどうこうえん) は、神奈川県中郡大磯町にある町営の運動公園（11.7ヘクタール）である。もと山林を1994年（平成6年）に着工し、2002年（平成14年）一部供用開始して、2004年（平成16年）10月1日に正式開園した。

## 施設
次のような施設がある。
- そりゲレンデ（休止中）
- 3on3バスケットボール・コート
- ランニングコース
パークラン（5.0 km ランニングまたはウォーキング、参加無料）は毎週土曜日朝8時、テニスコート脇の時計台集合・出発で行われている[3]。
- ストレッチ広場
- 遊歩道
- 駐車場

### 有料施設
次は有料である。
- テニスコート
- 野球場
- 多目的広場

大磯運動公園管理棟の住所は
〒259-0111　神奈川県中郡大磯町国府本郷2126-1
である。施設への申込みを含めた公園の管理・運営は、ランナーズウェルネスが行っている。

## アクセス
大磯駅から神奈中バス「二宮駅北口（馬場・大磯住宅経由）行」で「城の下」下車５分、など。